# Cilicaea hamata
Cilicaea hamata là một loài chân đều trong họ Sphaeromatidae. Loài này được Stephenson miêu tả khoa học năm 1927.